# Nordamazonisches Rothörnchen
Das Nordamazonische Rothörnchen (Sciurus igniventris) ist eine Hörnchenart aus der Gattung der Eichhörnchen (Sciurus). Es kommt im nördlichen Südamerika vor.

## Merkmale
Das Nordamazonische Rothörnchen erreicht eine Kopf-Rumpf-Länge von etwa 24,0 bis 29,5 Zentimetern, hinzu kommt ein etwa 24,0 bis 30,5 Zentimeter langer Schwanz. Das Gewicht beträgt 500 bis 900 Gramm. Die Rückenfärbung der Tiere ist dunkel kastanienbraun bis -rot oder rostrot bis gelblich-orange mit schwarzer Einfärbung. Die Ohren sind nur fein behaart und erheben sich deutlich über die Stirn, die schwarz gefärbt ist. Flecken hinter den Ohren (Postaurikularflecken) fehlen oder sind nur sehr undeutlich hellgelb ausgeprägt. Die Füße sind hell orange oder rot ohne Schwarzanteile. Die Bauchseite ist farblich von der Rückenfärbung scharf abgegrenzt und manchmal an den Flanken durch eine dunkle Linie abgegrenzt, sie ist blass orange, rot oder auch weißlich. Der Schwanz ist buschig und am Ansatz schwarz, zum Ende hin orange bis rostrot. Gelegentlich kommt Melanismus bei den Tieren vor.

## Verbreitung
Das Nordamazonische Rothörnchen kommt im nördlichen Südamerika in Kolumbien, Venezuela, Ecuador, Brasilien und Peru vor.

## Lebensweise
Das Nordamazonische Rothörnchen lebt im Bereich der Flachlandregenwälder am Amazonas, dabei kommt es in Primärwald und auch in gestörten Waldbereichen vor. Die Tiere sind tagaktiv und ernähren sich primär herbivor und dabei vor allem von den größeren Baumsamen, deren dicke und harte Samenhüllen sie aufgrund ihrer kräftigen Kiefer und Zähne öffnen können. Anhand der sehr lauten Nagegeräusche kann ihre Präsenz sehr gut bestimmt werden. Daneben fressen sie andere Baum- und Palmenfrüchte und Nüsse sowie selten auch Insekten. Das Hörnchen sucht seine Nahrung häufig in den Laubbereichen der Bäume sowie am Boden und in den unteren Strauch- und Baumbereichen. Die Tiere suchen ihre Nahrung allein und treffen nur im Bereich reichhaltigerer Nahrungsressourcen auf andere Individuen. Sie werden schnell aufgeschreckt und fliehen bei Gefahr durch den Unterwuchs am Boden. Rufe sind selten, bei Gefahr produzieren sie eine kurze Folge von tieffrequenten „chucks“.

## Systematik
Das Nordamazonische Rothörnchen wird als eigenständige Art innerhalb der Gattung der Eichhörnchen (Sciurus) eingeordnet, die aus fast 30 Arten besteht. Die wissenschaftliche Erstbeschreibung stammt von Johann Andreas Wagner aus dem Jahr 1842, der die Art anhand von Individuen aus Brasilien aus der Amazonasregion nördlich des Rio Negro beschrieb. Gemeinsam mit dem Südamazonischen Rothörnchen (Sciurus spadiceus) wird es gelegentlich der Untergattung Urosciurus zugeordnet.
Innerhalb der Art werden mit der Nominatform zwei Unterarten unterschieden:
- Sciurus igniventris igniventris: Nominatform; lebt im östlichen Teil des Verbreitungsgebietes in Venezuela, Brasilien und Peru. Die Unterart hat eine ockerfarben-rötliche Rückenfärbung und einen rostroten Bauch.
- Sciurus igniventris cocalis: lebt im westlichen Teil des Verbreitungsgebietes in Kolumbien, Ecuador und im nördlichen Peru. Die Form besitzt ein dunkles schwärzliches Rückenband vom Kopf bis zum Schwanz, der Bauch ist blass ockerfarben bis sandfarben.

## Status, Bedrohung und Schutz
Das Nordamazonische Rothörnchen wird von der International Union for Conservation of Nature and Natural Resources (IUCN) als nicht gefährdet („Least Concern“) gelistet. Begründet wird dies mit dem großen Verbreitungsgebiet, allerdings wird eine Neubewertung aufgrund des zunehmenden Lebensraumverlustes und der starken Fragmentierung empfohlen.
In Teilen des Verbreitungsgebietes, etwa in Limoncocha, Ecuador und der Region um Iquitos in Peru, wird die Art als Fleischquelle bejagt. In einigen Regionen sind die Tiere auch beliebte Haustiere und werden für den Haustierhandel gefangen.

## Belege
1. 1 2 3 4 5 6 7  Richard W. Thorington Jr., John L. Koprowski, Michael A. Steele: Squirrels of the World. Johns Hopkins University Press, Baltimore MD 2012, ISBN 978-1-4214-0469-1, S. 57–58.
2. 1 2 3  Sciurus igniventris in der Roten Liste gefährdeter Arten der IUCN 2015.3. Eingestellt von: G. Amori, J. Koprowski, L. Roth, 2008. Abgerufen am 22. November 2015.
3. 1 2 3 4  Sciurus igniventris In: Don E. Wilson, DeeAnn M. Reeder (Hrsg.): Mammal Species of the World. A taxonomic and geographic Reference. 2 Bände. 3. Auflage. Johns Hopkins University Press, Baltimore MD 2005, ISBN 0-8018-8221-4.